# 松森城
松森城（まつもりじょう）は、宮城県仙台市泉区松森にあった日本の城（山城）。本丸と二の丸の位置が鶴翼の陣形に似ていることから別名、鶴ヶ城（つるがじょう）とも言う。国分盛顕が移り住み、国分盛重が出奔した後は伊達家の所領となり、毎年、仙台藩の野初の舞台となった。
現在では一部が鶴ヶ城公園として整備されている。